# Врбовац (Вукосавље)
Врбовац је насељено мјесто у општини Вукосавље, Република Српска, БиХ. Према попису становништва из 1991. године у насељу је живјело 1.720 становника. Према прелиминарним подацима пописа становништва 2013. године, пописано је 19 становника.

## Историја
Насеље Врбовац се до рата у Босни и Херцеговини (1992–1995) у цјелини налазило у саставу општине Оџак.

## Становништво
| Националност       | 2013. | 1991.          | 1981.          | 1971.          | 1961. |
| Хрвати             | 10    | 1.404 (81,58%) | 1.403 (82,92%) | 1.335 (81,01%) | –     |
| Срби               | 9     | 287 (16,68%)   | 233 (13,77%)   | 309 (18,75%)   | –     |
| Југословени        | –     | 23 (1,39%)     | 15 (0,88%)     | –              | –     |
| Муслимани          | –     | –              | 1 (0,06%)      | 1 (0,06%)      | –     |
| остали и непознато | –     | 6 (0,35%)      | 40 (2,36%)     | 3 (0,18%)      | –     |
| Укупно             | 19    | 1.720          | 1.692          | 1.648          | '     |

| Демографија | Демографија | Демографија |
| Година      | Становника  | Становника  |
| ----------- | ----------- | ----------- |
| 1948.       | 921         |             |
| 1953.       | 1.227       |             |
| 1961.       | 1.400       |             |
| 1971.       | 1.648       |             |
| 1981.       | 1.692       |             |
| 1991.       | 1.720       |             |